# Täby municipalsamhälle
Täby municipalsamhälle inrättades den 8 april 1927 i norra delen av dåvarande Täby landskommun, Stockholms län och innefattade bebyggelse i dagens kommundel Täby kyrkby. Vid folkräkningen 1940 omfattade det 3,24 km² och hade 1 222 invånare. Municipalsamhället upplöstes när landskommunen ombildades till Täby köping den 1 januari 1948.

## Vapen

Täby municipalsamhälles vapen.

Blasonering: I blått fält ett korsat kors med avrundade armar av silver.
Ett heraldiskt vapen för municipalsamhället fastställdes av Kungl. Maj:t den 30 januari 1937. Vapnet överfördes senare till Täby köping och gäller i dag för  Täby kommun.